# Mouvement de réflexion et d'action pour le développement
Le Mouvement de réflexion et d'action pour le Développement (MARD) est un mouvement de jeunes au Mali, créé le 31 octobre 1993.
Il a comme objectifs :
- Lutter contre les politiques économiques et socioculturelles d'asservissement de nos peuples;
- Rassembler et organiser la société, en particulier les jeunes, autour d'un idéal d'instruction et de construction ;
- Contribuer par toute action utile à la résolution des problèmes auxquels la jeunesse est confrontée : école, santé, chômage, culture...

Animant des réseaux dans le domaine de la citoyenneté, de la création d'emplois, de la sensibilisation de la jeunesse contre le VIH/Sida et dans la lutte contre les drogues et la délinquance juvénile, Le MARD est membre de l'alliance pour un monde responsable, pluriel et solidaire.
En juillet 2003, il a été labellisé par l’Unesco comme représentant du réseau Info jeunesse au Mali.
Sources : Nouvel Horizon du 26 mai 2005.